# Claude Chabrol
Claude Chabrol (Párizs, 1930. június 24. – Párizs, 2010. szeptember 12.) francia filmrendező, színész, művészeti igazgató, producer és forgatókönyvíró, a francia új hullám egyik elindítója

## Életrajza
Gyógyszerész családból származik, fiatal korát a közép-franciaországi Sardent községben (Creuse megye) töltötte, ahol a második világháború alatt – 12 évesen – „moziklubot” vezetett és barátjával együtt pajtákban tartott vetítéseket. A háború után visszatért Párizsba. A középiskola elvégzése után jogi és irodalmi tanulmányokat folytatott. 
A humorra való hajlama csakhamar megmutatkozott: úgy kereste zsebpénzét, hogy – kihasználva a párizsiak sznobságát – Hemingway és Faulkner dedikálásokat hamisított. Közben kitartóan látogatta a város mozijait és filmes eseményeit. Így találkozott össze azokkal a fiatal „megszállottakkal” (François Truffaut, Jean-Luc Godard és Éric Rohmer), akik a Cahiers du cinéma folyóirat körül csoportosultak, s lett ő maga is filmkritikus.
1957-ben Éric Rohmer-rel együtt könyvet írt Alfred Hitchcockról, majd Et pourtant je tourne… (És mégis forgatok…) címmel publikált riportkötetet. Közben a 20th Century Fox párizsi reklámirodájában volt sajtóattasé.
Nagyon korán nősült; feleségének öröksége tette lehetővé, hogy 1957-ben Jacques Rivette legyárthassa Susztermatt / A pásztor ütése (Le Coup du berger) című filmjét, és hogy 1958-ban ő maga is megrendezze első nagyjátékfilmjét A szép Serge-et. Ez a francia új hullámot elindító, nagyrészt önéletrajzi ihletésű kultfilm amellett, hogy nagy közönségsikert aratott, a kritikusok kegyét is elnyerte. Chabrol eredetiségét Jean Vigo-díjjal jutalmazták.
Munkásságára nagy hatással voltak Fritz Lang és Alfred Hitchcock művei: az előbbitől származik filmes látásmódja, az erőteljes képi megjelenítés és az elbeszélés összekapcsolása, az utóbbitól pedig iróniája, valamint a bűn és egyén kapcsolatának ábrázolási módja.
1964-ben elvált feleségétől, Agnès-től és elvette Stéphane Audran színésznőt. 1980-ig tartó kapcsolatuk rendkívül gyümölcsözőnek bizonyult: 23 filmet forgattak együtt. Harmadik felesége, Aurore Paquiss színésznő és rendezőasszisztens.
Chabrol specialitása, hogy – főleg Georges Simenon regényeire támaszkodva – mutatja be a francia vidéket, amelynek szembeszökő burzsoá konformizmusa a fortyogó erkölcstelenség és gyűlölködés elfedésére szolgált.
Az 1970-es évek végén fedezte fel Isabelle Huppert-t, aki számos filmjében alakította a sajátos Chabrol-i figurákat. Két filmjüket (Női ügyek és A ceremónia) 1988-ban, illetve 1995-ben César-díjra is nevezték.
2005-ben a Francia Akadémia René Clair-díjjal ismerte el filmművészeti munkásságát.
Négy gyermeke van: lánya, Cécile, az asszisztense, a három fiú közül Matthieu zeneszerző, Thomas pedig ugyancsak színész, rendező és forgatókönyvíró.

## Filmjei

### Rendezőként
- 1959 – A szép Serge (Le beau Serge) (Ezüst Vitorla-díj, Jean Vigo-díj)
- 1959 – Unokafivérek (Les cousins) (Arany Medve)
- 1959 – Kettős küldetésben / Kulcsra zárva[4] (À double tour)
- 1960 – Nőcskék (Les bonnes femmes)
- 1961 – Les godelureaux
- 1962 – A hét főbűn (Les sept péchés capitaux)
- 1962 – L'œil du Malin
- 1963 – Ophélia
- 1963 – Kékszakáll (Landru)
- 1964 – A világ legnagyobb szélhámosságai (Les plus belles escroqueries du monde)
- 1964 – A Tigris szereti a friss húst (Le tigre aime la chair fraîche)
- 1965 – Párizs, ahogyan látja... (Paris vu par...) (A film La Muette része.[5])
- 1965 – Marie Chantal contre Dr. Kha
- 1965 – Le tigre se parfume à la dynamite
- 1966 – Hosszú az út Gibraltárig (La ligne de démarcation)
- 1967 – Pezsgős gyilkosságok (Le scandale)
- 1967 – Korinthoszi kapcsolat (La route de Corinthe)
- 1968 – Barátok (Les biches)
- 1969 – A hűtlen feleség / A megcsalt férj[4] (La femme infidèle)
- 1969 – Az állatnak meg kell halnia (Que la bête meure)
- 1970 – A hentes (Le boucher)
- 1970 – A szakítás (La rupture)
- 1971 – A tizedik nap (La décade prodigieuse)
- 1971 – Mielőtt leszáll az éj (Juste avant la nuit)
- 1972 – Popaul doktor (Docteur Popaul)
- 1973 – Véres esküvő (Les noces rouges)
- 1974 – A Nada-csoport (Nada)
- 1974 – Nul n’est parfait (Az Histoires insolites tévésorozat epizódja)
- 1974 – Monsieur Bébé (Az Histoires insolites tévésorozat epizódja)
- 1974 – Les gens de l’été (Az Histoires insolites tévésorozat epizódja)
- 1974 – Une invitation à la chasse (Az Histoires insolites tévésorozat epizódja)
- 1974 – Le blanc de la désolation (A Nouvelles de Henry James tévésorozat epizódja)
- 1975 – Kéjparti (Une partie de plaisir)
- 1975 – Piszkoskezű ártatlanok (Les innocents aux mains sales)
- 1976 – De Grey (A Nouvelles de Henry James tévésorozat epizódja)
- 1976 – A varázslók (Les Magiciens)
- 1976 – Folies bourgeoises
- 1977 – Alice utolsó szökése (Alice ou la dernière fugue)
- 1978 – Vérrokonok (Les liens de sang)
- 1978 – Violette Nozière
- 1978 – 2+2=4 (A Madame le juge tévésorozat epizódja)
- 1978 – Monsieur Saint-Saëns (tévésorozat epizódja)
- 1979 – Monsieur Prokofiev (tévésorozat epizódja)
- 1979 – La boucle d’oreille (Az Histoires insolites tévésorozat epizódja)
- 1979 – Monsieur Liszt (tévésorozat epizódja)
- 1980 – Le cheval d'orgueil
- 1980 – Le tramway fantôme (A Fantômas tévésorozat epizódja)
- 1980 – L’échaffaud magique (A Fantômas tévésorozat epizódja)
- 1981 – Le système du docteur Goudron et du professeur Plume (tévéfilm)
- 1981 – Vonzások és választások (Affinités électives) (tévéfilm)
- 1982 – La dance de mort (tévéfilm)
- 1982 – M le maudit (tévéfilm)
- 1982 – Kisvárosi fojtogató (Les fantômes du chapelier)
- 1984 – Le sang des autres
- 1985 – Ecetes csirke (Poulet au vinaigre)
- 1986 – Lavardin felügyelő (Inspecteur Lavardin)
- 1987 – Maszkok (Masques)
- 1988 – A bagoly kiáltása (Le cri du hibou)
- 1988 – L'escargot noir (A Les dossiers secrets de l'inspecteur Lavardin tévésorozat epizódja)
- 1989 – Maux croisés (A Les dossiers secrets de l'inspecteur Lavardin tévésorozat epizódja)
- 1989 – Női ügyek (Une affaire de femmes) (César-díjra jelölve)
- 1990 – Csendes napok Clichyben (Jours tranquilles à Clichy)
- 1990 – Doktor M (Docteur M)
- 1991 – Bovaryné (Madame Bovary)
- 1992 – Betty
- 1993 – Vichy szeme (L'œil de Vichy)
- 1994 – A pokol (L'enfer)
- 1995 – A szertartás (La cérémonie) (César-díjra jelölve)
- 1996 – Cyprien Katsaris (tévéfilm)
- 1997 – Senki többet (Rien ne va plus) (Ezüst Kagyló díj a legjobb rendezőnek)
- 1999 – A hazugság szívében (Au cœur du mensonge)
- 2000 – Köszi a csokit! (Merci pour le chocolat) (Louis Delluc-díj)
- 2001 – Les redoutables (A Coup de vice tévésorozat epizódja)
- 2002 – A romlás virágai (La fleur du mal)
- 2004 – Koszorúslány (La demoiselle d'honneur)
- 2006 – Titkos állami ügyek (L'ivresse du pouvoir)
- 2007 – La fille coupée en deux
- 2007 – Claude Chabrol, l'enfant libre (dokumentumfilm)
- 2007 – La parure (A Maupassant történeteiből tévésorozat epizódja)
- 2008 – Le petit fût (A Maupassant történeteiből tévésorozat epizódja)
- 2009 – Bellamy
- 2009 – Le petit vieux des Batignolles (tévéfilm)[6]
- 2010 – Le fauteuil hanté (tévéfilm)[6]

### Színészként
- 1956 – Susztermatt / A pásztor ütése[4] (Le coup du berger), rendező: Jacques Rivette
- 1959 – A szép Serge (Le beau Serge)[7]
- 1959 – Kettős küldetésben / Kulcsra zárva[4] (À double tour)
- 1960 – Párizs a miénk (Paris nous appartient), rendező: Jacques Rivette
- 1960 – Nőcskék (Les bonnes femmes)
- 1960 – Les jeux de l’amour, rendező: Philippe de Broca
- 1961 – Saint Tropez Blues, rendező: Marcel Moussy
- 1961 – Les menteurs, rendező: Edmond T. Gréville
- 1961 – Les godelureaux
- 1962 – Les ennemis, rendező: Édouard Molinaro
- 1962 – A hét főbűn (Les sept péchés capitaux)
- 1962 – L’œil du Malin
- 1964 – Kemény fickók (Les durs à cuire ou Comment supprimer son prochain sans perdre l’appétit), rendező: Jack Pinoteau
- 1965 – Párizs, ahogyan látja...[8] (Paris vu par...)
- 1965 – Marie-Chantal contre docteur Kha
- 1965 – Le tigre se parfume à la dynamite
- 1966 – Brigitte et Brigitte, rendező: Luc Moullet
- 1967 – La route de Corinthe
- 1967 – A skarlátruhás nő (La femme écarlate), rendező: Jean Valère
- 1968 – A barátnők (Les biches)
- 1968 – La petite verdu, rendező: Serge Korber
- 1969 – Et crac…!, rendező: Jean Douchet
- 1970 – Sortie de secours, rendező: Roger Kahane
- 1970 – A szakítás (La rupture)
- 1971 – Aussi loin que l’amour, rendező: Frédéric Rossif
- 1972 – A halott asszony visszatér (Un meurtre est un meurtre), rendező: Étienne Périer
- 1974 – La bonne nouvelle, rendező: André Weinfeld
- 1974 – Le permis de conduire, rendező: Jean Giraud
- 1976 – Folies bourgeoises
- 1977 – Az állat (L’animal), rendező: Claude Zidi
- 1978 – Violette Nozière
- 1981 – Les folies d’Élodie, rendező: André Génovès
- 1984 – Homicide by Night, rendező: Gérard Krawczyk
- 1984 – Les voleurs de la nuit, rendező: Samuel Fuller
- 1984 – Polar, rendező: Jacques Bral
- 1986 – Suivez mon regard, rendező: Jean Coutelin
- 1986 – Gyűlölöm a színészeket (Je hais les acteurs), rendező: Gérard Krawczyk
- 1987 – Mocskos élet (Sale destin), rendező: Sylvain Madigan
- 1987 – Jeux d’artifice, rendező: Virginie Thévenet
- 1987 – Egy kissé meredek nyár (L'Été en pente douce), rendező: Gérard Krawczyk
- 1988 – Sueurs froids, rendező: Alain Bonnot és Étienne Brach
- 1988 – Alouette, je te plumerai, rendező: Pierre Zucca
- 1988 – L'escargot noir (A Les dossiers secrets de l'inspecteur Lavardin tévésorozat epizódja)
- 1992 – Sam suffit, rendező: Virginie Thévenet
- 1996 – ”Cubic”, rendező: Thomas Chabrol
- 1997 – Senki többet (Rien ne va plus)
- 2002 – Tu devrais faire du cinéma, rendező: Michel Vereecken
- 2003 – La deuxième vérité, rendező: Philippe Monnier
- 2006 – Avida, rendező: Benoît Delépine és Gustave Kervern
- 2006 – Lucifer et moi, rendező: Jean-Jacques Grand-Jouan
- 2009 – À bicyclette, rendező: Jean Douchet
- 2010 – Gainsbourg (hősi élet) (Gainsbourg (Vie héroïque)), rendező: Joann Sfar
- 2018 – A szél másik oldala (The Other Side of The Wind), rendező: Orson Welles

## Szakirodalom
- Bikácsy Gergely: Bolond Pierrot moziba megy: A francia film ötven éve. Budapest: Héttorony Könyvkiadó. 1992.   447. o. ISBN 963-785-539-4